# あらいぐま カルカル団
『あらいぐま カルカル団』（英：Araiguma Calcal-dan 、Raccoon Team Calcal ）は、日本アニメーションが制作し、読売テレビでは2025年4月4日（3日深夜）00時54分～59分毎週金曜日、BS日テレでは5日の23時28分～30分毎週土曜日、また各種配信サイトにて2025年4月から放送されているテレビアニメで『あらいぐまラスカル』のスピンオフアニメの一作。

## 概要
日本アニメーションが1977年に制作した「世界名作劇場」の一作『あらいぐまラスカル』のスピンオフ作品。日本アニメーションの創業50周年企画としてこのアニメの放送が決定した。
アニメの本編は1分、エンディングは30秒となるミニアニメで、『秘密結社 カルカル団』という組織で働く5体のアライグマのキャラクターの日常を描く。
主題歌は花冷え。の「かるガるEvery day!!」である。この主題歌は2025年3月14日に発表され、エンディングに流れる。花冷えは、この曲に「激しさ」と「ゆるさ」を混ぜてカオス感を満載にしたとコメントした。
ティザービジュアルには宇宙服を着たラスカルと似るあらいぐまが地球をながめる姿が描かれ、後の2025年2月3日にキービジュアルが公開され人気となり、100万PVを獲得したが、後にXやホームページで本性版キービジュアルが公開され、こちらでは「ゆるさ」が爆発したような作画となった。
作品PRの一環として一般社団法人日本記念日協会により12月12日が「あらいぐまカルカル団の日」として登録された。本作発表当時のPVでは、あらいぐまラスカルの声優を担当していた野沢雅子がPVの声優を務め、あらいぐまラスカルの鳴き声である「ミィ！」とコメントをした。後の2025年3月14日に主題歌と共に第二弾新PVが発表された。
2025年6月27日と、7月31日で、ゲスト出演として中森明菜が国民的VTuberキャラクター「ボーカル」役として声優を務めた。一部のシーンで、歌唱シーンでは歌声を披露した。
公式ホームページ、YouTubeでは、桶狭間ありさによるサウンドトラック「ORIGINAL SOUNDTRACK」を公開している。
ただ、本作のタイトル名として、「あらいぐま カルカル団」のように間に半角スペースを入れなければならない。

## 未完成版
「あらいぐま カルカル団」のアニメは4月から放送開始したが、1話目は未完成作品とノンクレジット主題歌ムービーの仮バージョンが放送され、MISSION-1「始動！カルカル団！（仮）」というサブタイトルで放送された。「皆様からの熱い期待に応えるべく、関係者一同心を込めて制作を進めてきた結果、第1話は未完成映像にてお届けすることになりました」というテロップが表示され、色なしカットや絵コンテのキャラクターが映像で流され、さらにキャスト達はアフレコではなくオーディオコメンタリースタイルでの放送になった。視聴者は困惑や衝撃の声が上がっていた。読売テレビは11日（10日深夜）から、BS日テレでは12日のMISSION-2「ようやく始動！カルカル団！」から色が付き動く映像が放送された。

## あらすじ
ここは東京都多摩。「秘密結社 カルカル団」の多摩支部という大自然の中に位置する組織があった。全世界人気企業ランキング１位。5人のエリート達の目標は「世界征服」。彼らはボスの指令を日々遂行している。ただ営業実績は振るわず、給料が上がらない。けれども彼らは諦めていなかった。

## 登場人物
本作では5人が登場。

### 秘密結社 カルカル団 多摩支部
アカカル
声− 榎木淳弥
夢と希望を持ちカルカル団に入社した新人。素直なため、仲間の言ったことは鵜呑みにしてしまう。港区のタワマンに住みたいと思っている。
ロジカル
声−八代拓
カルカル団の上司。丁寧語で話す意識高い系で部下から尊敬されているが、大したことは言っていない。自宅に自己啓発本が山のようにある。
サブカル
声−小野賢章
アカカルの同期でイマドキ男子。サブカルチャーを嗜んでいる。配属早々、転職先を探している。
コミカル
声−阿座上洋平
アカカル達の先輩でいつも後輩を可愛がっている。ガサツで暑苦しい姿をしているが優しい。脳筋で全身を鍛えているがしっぽが弱点である。
ミドル
声−津田健次郎
謎の多いイケオジ支部長。常にダンディで産声もダンディという逸話がある。昔にボスとアメリカで働いていた噂もある。

### その他
カラスの皆さん
声−大野智敬
　　戸谷菊之介
　　梅田修一朗
　　寺島惇太
　　小松昌平
MISSION-4「撃退せよ!不法侵入者!」に登場。家庭菜園を荒らして多摩支部を絶望に追いやった。
パトラッシュ風の犬の皆さん
声−大野智敬
　　戸谷菊之介
　　梅田修一朗
　　寺島惇太
　　小松昌平
何処かで見覚えのある犬のようなモフモフした大型犬キャラクター。
上腕二頭筋
声-なかやまきんに君
上腕二頭筋。自分の限界を超えた時に上腕二頭筋の声が聞こえる。
ボーカル
声-中森明菜
東京都清瀬市出身の国民的VTuberアイドルキャラクター。キュートなルックスと歌声でファンを魅了する。サブカルはボーカルの熱狂的なファンである。声優は中森明菜がゲスト出演として務め、MISSION-13（6月27日）とMISSION-18（7月31日）に登場した。
ボスカル
声-大和田伸也
「秘密結社カルカル団」のCEO。素性は謎に包まれている。

## スタッフ
- 原作・製作 - 「あらいぐま カルカル団」製作委員会（ytv、日本アニメーション株式会社）
- 監督・演出・絵コンテ - ヘンリー平川
- シリーズ構成 - カルカル団を真剣に考える会
- 脚本 - 青池良輔（第3-5、8-15話）
- キャラクターデザイン原案 - 吉岡彩乃、堀内アンヌ
- キャラクターデザイン - 吉岡彩乃
- アニメーションキャラクターデザイン - 山本陽介
- 色彩設計 - 西舘真紀子（第1-6話）、大平敬志（第3-5、7-14話）
- 美術監督 - うもとゆーじ（第2話-）
- 撮影監督 - 栗田百嶺
- 編集 - 生澤怜
- 音響監督 - 小泉紀介
- 音楽 - 桶狭間ありさ
- 音楽制作 - 懐刀
- チーフプロデューサー - 三澤幸三、平塚仁美
- プロデューサー - 中田博也、出久根かすみ
- 制作プロデューサー - 山本秉碩（第1-5話）→今川亮吾（第6話-）
- アニメーション制作 - 日本アニメーション

## 各話リスト
| 話数       | サブタイトル                           | 放送日     | 放送日   |
| 話数       | サブタイトル                           | 読売テレビ | BS日テレ |
| ---------- | -------------------------------------- | ---------- | -------- |
| MISSION-1  | 始動!カルカル団!（仮）                 | 4月4日     | 4月5日   |
| MISSION-2  | ようやく始動!カルカル団!               | 4月11日    | 4月12日  |
| MISSION-3  | 届け!魂のリリック!                     | 4月18日    | 4月19日  |
| MISSION-4  | 撃退せよ!不法侵入者!                   | 4月25日    | 4月26日  |
| MISSION-5  | 見逃すな!週末の残像(フラッシュバック)! | 5月2日     | 5月3日   |
| MISSION-6  | 整え!灼熱の密室!                       | 5月9日     | 5月10日  |
| MISSION-7  | 疑惑!俺たちの存在証明!                 | 5月16日    | 5月17日  |
| MISSION-8  | 酔いしれろ!2次元の誘惑!                | 5月23日    | 5月24日  |
| MISSION-9  | 掴め!一攫千金!                         | 5月30日    | 5月31日  |
| MISSION-10 | 決死!極秘任務!                         | 6月6日     | 6月7日   |
| MISSION-11 | 磨け!俺の筋肉ん!                       | 6月13日    | 6月14日  |
| MISSION-12 | 感じろ!言の葉の想い!                   | 6月20日    | 6月21日  |
| MISSION-13 | 推せ!バーチャル少女A!                  | 6月27日    | 6月28日  |
| MISSION-14 | ボスカル登場!カルカル団大会議!         | 7月4日     | 7月5日   |
| MISSION-15 | 精算!コードをスキャンせよ!             | 7月11日    | 7月12日  |
| MISSION-16 | 運べ!危険ブツ!                         | 7月18日    | 7月19日  |
| MISSION-17 | 燃えろ!白熱のリモート会議!             | 7月25日    |          |